# 1774

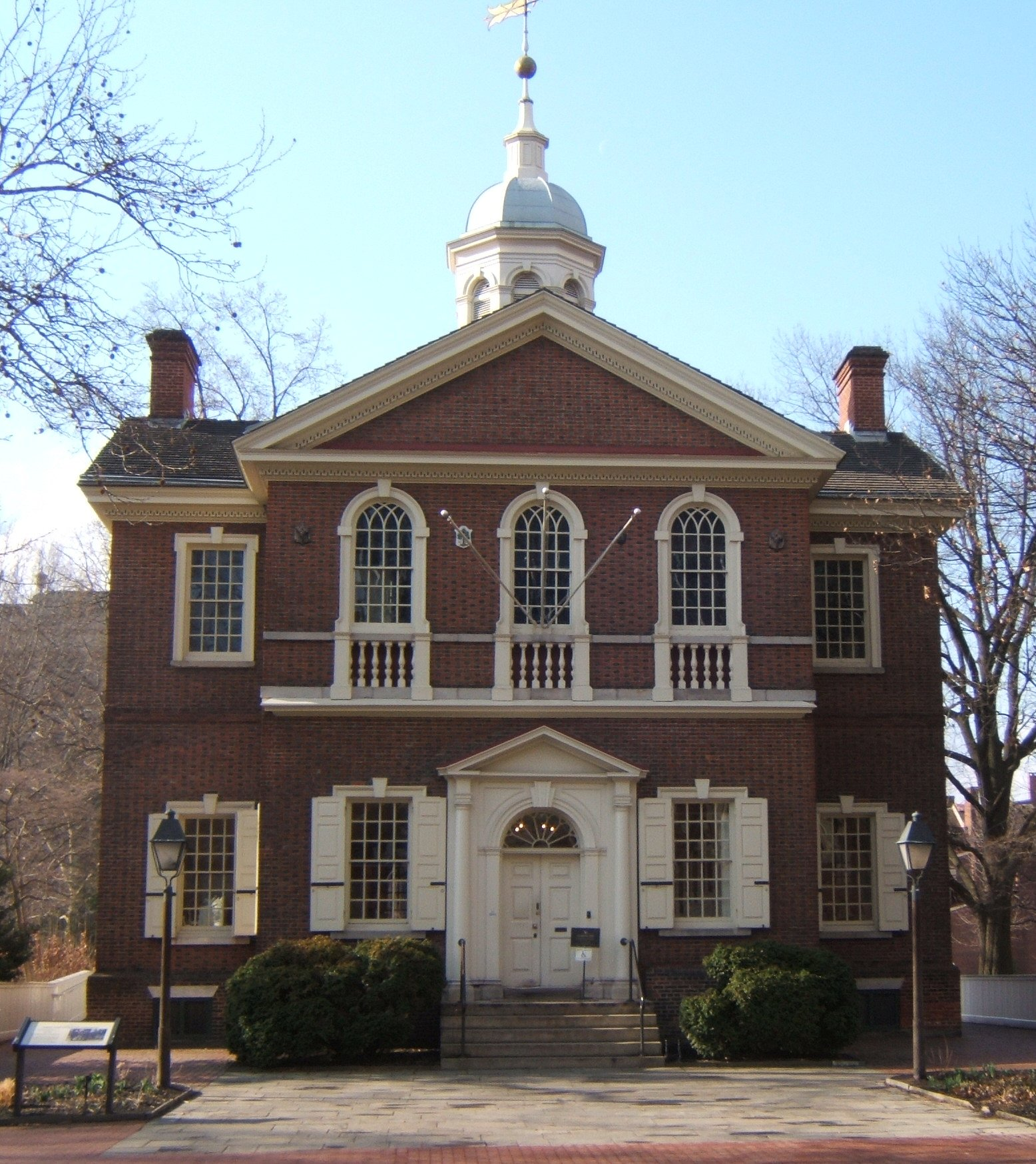
Carpenters'Hall, na cidade velha de Filadélfia, onde teve lugar o 1º Congresso Continental.

- Wikisource

| Calendário gregoriano                                                        | 1774 MDCCLXXIV                       |
| Ab urbe condita                                                              | 2527                                 |
| Calendário arménio                                                           | 1223 – 1224                          |
| Calendário bahá'í                                                            | -70 – -69                            |
| Calendário budista                                                           | 2318                                 |
| Calendário chinês                                                            | 4470 – 4471 Início a 11 de fevereiro |
| Calendário copta                                                             | 1490 – 1491                          |
| Calendário etíope                                                            | 1766 – 1767                          |
| Calendários hindus - Vikram Samvat - Calendário nacional indiano - Cáli Iuga | 1829 – 1830 1695 – 1696 4874 – 4875  |
| Calendário Holoceno                                                          | 11774                                |
| Calendário islâmico                                                          | 1188 – 1189                          |
| Calendário judaico                                                           | 5534 – 5535                          |
| Calendário persa                                                             | 1152 – 1153                          |
| Calendário rúnico                                                            | 2024                                 |
| Calendário solar tailandês                                                   | 2317                                 |

1774 (MDCCLXXIV, na numeração romana)  foi um ano comum do século XVIII do actual Calendário Gregoriano, da Era de Cristo, e a sua letra dominical foi B (52 semanas), teve início a um sábado e terminou também a um sábado.
| Ano completo                   |
| ------------------------------ |
| Ano comum com início ao sábado |

## Eventos
- 10 de Fevereiro - Por despacho do Marquês de Pombal é abolida a Inquisição de Goa.
- 13 de maio - Fundada a cidade de Cristina (Minas Gerais)
- 14 de julho - Fundada a atual cidade de Campinas.
- Reúne o Primeiro Congresso Continental da Filadélfia
- Nomeação de Dinis Gregório de Melo Castro e Mendonça no cargo de capitão-general dos Açores.
- As Leis Intoleráveis: o fechamento de Boston; ocupação de Massachusetts e o julgamento dos colonos rebelados.
- Aparição do cometa Halley

## Nascimentos
- 26 de Abril - Christian Leopold von Buch, geólogo e paleontólogo alemão (m. 1853).
- 5 de Setembro - Caspar David Friedrich, pintor romântico alemão (m. 1840).
- 8 de Setembro - Beata Ana Catarina Emmerich, mística e freira agostiniana (m.1824).
- 13 de dezembro - Manoel Carlos de Abreu e Menezes, capitão-general de Mato Grosso, no Brasil (m. 1805).

## Mortes
- 10 de Maio - Rei Luís XV de França (n. 1710).

## Por tema
- 1774 na ciência
- 1774 na literatura